# Libertador General San Martín megye (San Luis)
Libertador General San Martín egy megye Argentína középső részén, San Luis tartományban. Székhelye San Martín.

## Népesség
A megye népessége a közelmúltban a következőképpen változott:
| Év   | Lakosság |
| ---- | -------- |
| 2001 | 5144     |
| 2010 | 4707     |